# Pseudamyciaea fuscicauda
Pseudamyciaea fuscicauda là một loài nhện trong họ Thomisidae.
Loài này thuộc chi Pseudamyciaea. Pseudamyciaea fuscicauda được Eugène Simon miêu tả năm 1905.